# Lista episoadelor din The Walking Dead
The Walking Dead este un serial de televiziune american post-apocaliptic horror produs de Frank Darabont pe baza seriei omonime de benzi desenate din 2003 The Walking Dead de Robert Kirkman, Tony Moore și Charlie Adlard. Serialul prezintă povestea unui mic grup de supraviețuitori conduși de Șeriful Rick Grimes (Andrew Lincoln). Premiera serialului a avut loc pe 31 octombrie 2010 pe canalul de televiziune prin cablu AMC din Statele Unite.
Aceasta este lista episoadelor din serialul The Walking Dead:

## Rezumat
| Sezon | Sezon | Episoade | Premiera           | Premiera            | Producție DVD & Blu-ray Disc                     | Producție DVD & Blu-ray Disc | Producție DVD & Blu-ray Disc |  |
| Sezon | Sezon | Episoade | Premiera sezonului | Sfârșitul sezonului | Regiunea 1                                       | Regiunea 2                   | Regiunea 4                   |  |
| ----- | ----- | -------- | ------------------ | ------------------- | ------------------------------------------------ | ---------------------------- | ---------------------------- |  |
|       | 1     | 6        | 31 octombrie 2010  | 5 decembrie 2010    | 8 martie 2011 4 octombrie 2011 (Ediție specială) | 16 mai 2011                  | 15 martie 2012               |  |
|       | 2     | 13       | 16 octombrie 2011  | 18 martie 2012      | 28 august 2012                                   | 27 august 2012               | 20 iunie 2012                |  |
|       | 3     | 16       | 14 octombrie 2012  | 31 martie 2013      | 27 august 2013                                   | 30 septembrie 2013           | 25 septembrie 2013           |  |
|       | 4     | 16       | 13 octombrie 2013  | 30 martie 2014      | 26 august 2014                                   | 15 septembrie 2014           | 10 septembrie 2014           |  |
|       | 5     | 16       | 12 octombrie 2014  | 29 martie 2015      | TBA                                              | TBA                          | TBA                          |  |
|       | 6     | 16       | 11 octombrie 2015  | 3 aprilie 2016      |                                                  |                              |                              |  |
|       | 7     | 16       | 01 octombrie 2016  | N.a                 |                                                  |                              |                              |  |

## Lista episoadelor

### Sezonul 1 (2010)
| № | # | Titlu                  | Regia                 | Scenariu | Premiera          | Audiență SUA (milioane) |
| - | - | ---------------------- | --------------------- | --- | ----------------- | ----------------------- |
| 1 | 1 | „Days Gone Bye”        | Frank Darabont        | Teleplay by: Frank Darabont                                                                                   | 31 octombrie 2010 | 5.35                    |
| 2 | 2 | „Guts”                 | Michelle MacLaren     | Frank Darabont                                                                                                | 7 noiembrie 2010  | 4.71                    |
| 3 | 3 | „Tell It to the Frogs” | Gwyneth Horder-Payton | Teleplay by: Charles H. Eglee & Jack LoGiudice and Frank Darabont Story by: Charles H. Eglee & Jack LoGiudice | 14 noiembrie 2010 | 5.07                    |
| 4 | 4 | „Vatos”                | Johan Renck           | Robert Kirkman                                                                                                | 21 noiembrie 2010 | 4.75                    |
| 5 | 5 | „Wildfire”             | Ernest Dickerson      | Glen Mazzara                                                                                                  | 28 noiembrie 2010 | 5.56                    |
| 6 | 6 | „TS-19”                | Guy Ferland           | Adam Fierro and Frank Darabont                                                                                | 5 decembrie 2010  | 5.97                    |

### Sezonul 2 (2011–2012)
| №  | #  | Titlu                      | Regia                                    | Scenariul                     | Premiera          | Audiență SUA (milioane) |
| -- | -- | -------------------------- | ---------------------------------------- | ----------------------------- | ----------------- | ----------------------- |
| 7  | 1  | „What Lies Ahead”          | Ernest Dickerson & Gwyneth Horder-Payton | Ardeth Bey and Robert Kirkman | 16 octombrie 2011 | 7.26                    |
| 8  | 2  | „Bloodletting”             | Ernest Dickerson                         | Glen Mazzara                  | 23 octombrie 2011 | 6.70                    |
| 9  | 3  | „Save the Last One”        | Phil Abraham                             | Scott M. Gimple               | 30 octombrie 2011 | 6.10                    |
| 10 | 4  | „Cherokee Rose”            | Billy Gierhart                           | Evan Reilly                   | 6 noiembrie 2011  | 6.29                    |
| 11 | 5  | „Chupacabra”               | Guy Ferland                              | David Leslie Johnson          | 13 noiembrie 2011 | 6.12                    |
| 12 | 6  | „Secrets”                  | David Boyd                               | Angela Kang                   | 20 noiembrie 2011 |                         |
| 13 | 7  | „Pretty Much Dead Already” | Michelle MacLaren                        | Scott M. Gimple               | 27 noiembrie 2011 |                         |
| 14 | 8  | „Nebraska”                 | Clark Johnson                            | Evan Reilly                   | 12 februarie 2012 |                         |
| 15 | 9  | „Triggerfinger”            | Billy Geirhart                           | David Leslie Johnson          | 19 februarie 2012 |                         |
| 16 | 10 | „18 Miles Out”             |                                          |                               | 26 februarie 2012 |                         |
| 17 | 11 | „Judge, Jury, Executioner” |                                          |                               | 4 martie 2012     |                         |
| 18 | 12 | „Better Angels”            |                                          |                               | 11 martie 2012    |                         |
| 19 | 13 | „Beside the Dying Fire”    |                                          |                               | 18 martie 2012    |                         |

### Sezonul 3 (2012–13)
Pe 25 octombrie 2011, AMC a anunțat că va fi realizat și un al treilea sezon.

}}

### Sezonul 4 (2013–14)
| No. | #  | Titlu                         | Regia               | Scenariul                  | Premiera          | Audiență SUA (milioane) |
| --- | -- | ----------------------------- | ------------------- | -------------------------- | ----------------- | ----------------------- |
| 20  | 1  | „Seed”                        | Ernest Dickerson    | Glen Mazzara               | 14 octombrie 2012 | 10.87                   |
| 21  | 2  | „Sick”                        | Billy Gierhart      | Nichole Beattie            | 21 octombrie 2012 | 9.55                    |
| 22  | 3  | „Walk with Me”                | Guy Ferland         | Evan Reilly                | 28 octombrie 2012 | 10.51                   |
| 23  | 4  | „Killer Within”               | Guy Ferland         | Sang Kyu Kim               | 4 noiembrie 2012  | 9.27                    |
| 24  | 5  | „Say the Word”                | Greg Nicotero       |                            | 11 noiembrie 2012 | 10.37                   |
| 25  | 6  | „Hounded”                     | Dan Attias          | Scott M. Gimple            | 18 noiembrie 2012 | 9.21                    |
| 26  | 7  | „When the Dead Come Knocking” | Dan Sackheim        | Frank Renzulli             | 25 noiembrie 2012 | 10.43                   |
| 27  | 8  | „Made to Suffer”              | Billy Gierhart      | Robert Kirkman             | 2 decembrie 2012  | 10.48                   |
| 28  | 9  | „The Suicide King”            | Lesli Linka Glatter | Evan Reilly                | 10 februarie 2013 | 12.26                   |
| 29  | 10 | „Home”                        | Seith Mann          | Nichole Beattie            | 17 februarie 2013 | 11.05                   |
| 30  | 11 | „I Ain't a Judas”             | Greg Nicotero       | Angela Kang                | 24 februarie 2013 | 11.01                   |
| 31  | 12 | „Clear”                       | Tricia Brock        | Scott M. Gimple            | 3 martie 2013     | 11.30                   |
| 32  | 13 | „Arrow on the Doorpost”       | David Boyd          | Ryan C. Coleman            | 10 martie 2013    | 11.46                   |
| 33  | 14 | „Prey”                        | Stefan Schwartz     | Glen Mazzara & Evan Reilly | 17 martie 2013    | 10.84                   |
| 34  | 15 | „This Sorrowful Life”         | Greg Nicotero       | Scott M. Gimple            | 24 martie 2013    | 10.99                   |
| 35  | 16 | „Welcome to the Tombs”        | Ernest Dickerson    | Glen Mazzara               | 31 martie 2013    | 12.42                   |

| Nr. | #  | Titlu                         | Regia                 | Scenariul                         | Premiera          | Audiență SUA (milioane) |
| --- | -- | ----------------------------- | --------------------- | --------------------------------- | ----------------- | ----------------------- |
| 36  | 1  | „30 Days Without an Accident” | Greg Nicotero         | Scott M. Gimple                   | 13 octombrie 2013 | 16.11                   |
| 37  | 2  | „Infected”                    | Guy Ferland           | Angela Kang                       | 20 octombrie 2013 | 13.95                   |
| 38  | 3  | „Isolation”                   | Dan Sackheim          | Robert Kirkman                    | 27 octombrie 2013 | 12.92                   |
| 39  | 4  | „Indifference”                | Tricia Brock          | Matthew Negrete                   | 3 noiembrie 2013  | 13.31                   |
| 40  | 5  | „Internment”                  | David Boyd            | Channing Powell                   | 10 noiembrie 2013 | 12.20                   |
| 41  | 6  | „Live Bait”                   | Michael Uppendahl     | Nichole Beattie                   | 17 noiembrie 2013 | 12.00                   |
| 42  | 7  | „Dead Weight”                 | Jeremy Podeswa        | Curtis Gwinn                      | 24 noiembrie 2013 | 11.29                   |
| 43  | 8  | „Too Far Gone”                | Ernest Dickerson      | Seth Hoffman                      | 1 decembrie 2013  | 12.05                   |
| 44  | 9  | „After”                       | Greg Nicotero         | Robert Kirkman                    | 9 februarie 2014  | 15.76                   |
| 45  | 10 | „Inmates”                     | Tricia Brock          | Matthew Negrete & Channing Powell | 16 februarie 2014 | 13.34                   |
| 46  | 11 | „Claimed”                     | Seith Mann            | Nichole Beattie & Seth Hoffman    | 23 februarie 2014 | 13.12                   |
| 47  | 12 | „Still”                       | Julius Ramsay         | Angela Kang                       | 2 martie 2014     | 12.61                   |
| 48  | 13 | „Alone”                       | Ernest Dickerson      | Curtis Gwinn                      | 9 martie 2014     | 12.65                   |
| 49  | 14 | „The Grove”                   | Michael E. Satrazemis | Scott M. Gimple                   | 16 martie 2014    | 12.87                   |
| 50  | 15 | „Us”                          | Greg Nicotero         | Nichole Beattie & Seth Hoffman    | 23 martie 2014    | 13.47                   |
| 51  | 16 | „A”                           | Michelle MacLaren     | Scott M. Gimple & Angela Kang     | 30 martie 2014    | 15.68                   |

### Sezonul 5 (2014–15)
La 29 octombrie 2013, AMC a reînnoit The Walking Dead cu un al cincilea sezon, cu Scott M. Gimple care se va întoarce ca showrunner.
Michael Cudlitz (Abraham Ford), Josh McDermitt (Eugene Porter), Alanna Masterson (Tara Chambler), Christian Serratos (Rosita Espinosa) și Andrew J. West (Gareth) sunt anunțați ca personaje principale ale noului sezon. Seth Gilliam se va alătura distribuției ca un nou personaj principal.
Primul episod al sezonului, No Sanctuary, are premiera la 12 octombrie 2014 .
| Nr. | #  | Titlu                   | Regia                 | Scenariul       | Premiera TV       | Audiență SUA (milioane) |
| --- | -- | ----------------------- | --------------------- | --------------- | ----------------- | ----------------------- |
| 52  | 1  | „No Sanctuary”          | Greg Nicotero         | Scott M. Gimple | 12 octombrie 2014 | N/A                     |
| 53  | 2  | „Strangers”             | David Boyd            | Robert Kirkman  | 19 octombrie 2014 |                         |
| 54  | 3  | „Four Walls and a Roof” | Jeffrey F. January    | Angela Kang     | 26 octombrie 2014 |                         |
| 55  | 4  | „Slabtown”              | Michael E. Satrazemis | Matthew Negrete | 2 noiembrie 2014  |                         |
| 56  | 5  | „Whatever”              | Ernest Dickerson      | Heather Bellson | 9 noiembrie 2014  |                         |
| 57  | 6  | „Kind”                  | Seith Mann            | Matthew Negrete | 16 noiembrie 2014 |                         |
| 58  | 7  | „Creep on to dead”      | Billy Gierhart        | Seth Hoffman    | 23 noiembrie 2014 |                         |
| 59  | 8  | „Sad Day”               | Ernest Dickerson      | Angela Kang     | 30 noiembrie 2014 |                         |
| 60  | 9  |                         | Greg Nicotero         | Scott M. Gimple | 2015              |                         |
| 61  | 10 |                         | Julius Ramsay         | Heather Bellson | 2015              |                         |
| 62  | 11 |                         | Larysa Kondracki      | Seth Hoffman    | 2015              |                         |
| 63  | 12 |                         | Greg Nicotero         |                 | 2015              |                         |
| 64  | 13 |                         | David Boyd            |                 | 2015              |                         |
| 65  | 14 |                         | Jennifer Lynch        |                 | 2015              |                         |
| 66  | 15 |                         | Michael E. Satrazemis |                 | 2015              |                         |
| 67  | 16 |                         | Greg Nicotero         |                 | 2015              |                         |

## Webisoade
Sunt disponibile mai multe episoade online grupate în 3 sezoane.

### Torn Apart(2011)
| # | Titlu               | Regia         | Scenariul     | Poveste de                    | Premiera         |
| - | ------------------- | ------------- | ------------- | ----------------------------- | ---------------- |
| 1 | „A New Day”         | Greg Nicotero | John Esposito | John Esposito & Greg Nicotero | 3 octombrie 2011 |
| 2 | „Family Matters”    | Greg Nicotero | John Esposito | John Esposito & Greg Nicotero | 3 octombrie 2011 |
| 3 | „Domestic Violence” | Greg Nicotero | John Esposito | John Esposito & Greg Nicotero | 3 octombrie 2011 |
| 4 | „Neighborly Advice” | Greg Nicotero | John Esposito | John Esposito & Greg Nicotero | 3 octombrie 2011 |
| 5 | „Step-Mother”       | Greg Nicotero | John Esposito | John Esposito & Greg Nicotero | 3 octombrie 2011 |
| 6 | „Everything Dies”   | Greg Nicotero | John Esposito | John Esposito & Greg Nicotero | 3 octombrie 2011 |

### Cold Storage(2012)
| Nr. | Titlu                 | Regia         | Scenariu      | Premiera         |
| --- | --------------------- | ------------- | ------------- | ---------------- |
| 1   | „Hide and Seek”       | Greg Nicotero | John Esposito | 1 octombrie 2012 |
| 2   | „Keys to the Kingdom” | Greg Nicotero | John Esposito | 1 octombrie 2012 |
| 3   | „The Chosen Ones”     | Greg Nicotero | John Esposito | 1 octombrie 2012 |
| 4   | „Parting Shots”       | Greg Nicotero | John Esposito | 1 octombrie 2012 |

### The Oath(2013)
A treia serie web denumită The Oath a fost lansată la 1 octombrie 2013.
| Nr. | Titlu    | Regia         | Scenariu      | Poveste       | Premiera         |
| --- | -------- | ------------- | ------------- | ------------- | ---------------- |
| 1   | „Alone”  | Greg Nicotero | Luke Passmore | Greg Nicotero | 1 octombrie 2013 |
| 2   | „Choice” | Greg Nicotero | Luke Passmore | Greg Nicotero | 1 octombrie 2013 |
| 3   | „Bond”   | Greg Nicotero | Luke Passmore | Greg Nicotero | 1 octombrie 2013 |